# Вернер Кольб
Вернер Кольб (нім. Werner Kolb; 27 липня 1895 — 18 лютого 1975) — німецький воєначальник, оберфюрер СА і генерал-майор резерву вермахту. Кавалер Лицарського хреста Залізного хреста з дубовим листям.

## Біографія
Син поштового секретаря Карла Кольба і його дружини Емілії, уродженої Дідріх. Учасник Першої світової війни. В 1919 році звільнений у відставку, працював інженером на різних підприємствах. 15 липня 1930 року вступив у НСДАП (квиток №324 217), 1 грудня 1931 року — в СА. 26 серпня 1939 року призваний у вермахт і призначений командиром 9-ї роти 16-го піхотного полку. Учасник Французької кампанії. З 10 грудня 1940 року — командир 2-го батальйону 36-го піхотного полку 9-ї піхотної дивізії. Відзначився у боях на донці. 19 серпня 1942 року важко поранений у боях на Кавказі. З 1 липня 1943 року — командир 36-го гренадерського полку, на чолі якого відзначився у боях під Мелітополем у вересні 1943 року. 1 вересня 1944 року переведений в резерв, а 1 листопада призначений командиром 9-ї народно-гренадерської дивізії. 8 травня 1945 року здався американським військам у Франконії. 20 грудня 1947 року звільнений.

## Звання
- Лейтенант резерву (8 листопада 1915)
- Манн СА (1 грудня 1931)
- Шарфюрер СА (6 серпня 1932)
- Труппфюрер СА (9 грудня 1932)
- Обертруппфюрер СА (22 серпня 1933)
- Штурмфюрер СА (20 квітня 1935)
- Оберштурмфюрер СА (9 листопада 1936)
- Оберлейтенант резерву (1936)
- Гауптман резерву (1 вересня 1938)
- Майор резерву (1 липня 1941)
- Штандартенфюрер СА (30 січня 1942)
- Оберстлейтенант резерву (1 квітня 1943)
- Оберст резерву (1 січня 1944)
- Оберфюрер СА (9 листопада 1944)
- Генерал-майор резерву (30 січня 1945)

## Нагороди
- Залізний хрест 2-го класу
- Хрест «За військові заслуги» (Ліппе)
- Нагрудний знак «За поранення» в чорному
- Почесний хрест ветерана війни з мечами
- Спортивний знак СА в сріблі (№39 544; 17 березня 1937)
- Медаль «За вислугу років у НСДАП» в бронзі (10 років)
- Застібка до Залізного хреста 2-го класу (16 червня 1940)
- Залізний хрест 1-го класу (4 липня 1940)
- Німецький хрест в золоті (2 січня 1942)
- Лицарський хрест Залізного хреста з дубовим листям
  - лицарський хрест (27 червня 1942)
  - дубове листя (№514; 26 червня 1944)
- Штурмовий піхотний знак в сріблі (20 серпня  1942)
- Нагрудний знак «За поранення» в сріблі (20 серпня 1942)
- Медаль «За зимову кампанію на Сході 1941/42» (25 вересня 1942)
- 2 подяки начальника штабу СА (30 вересня 1942 і 30 вересня 1944) — з нагоди нагородження Лицарським хрестом і дубовим листям відповідно.
- Нагрудний знак ближнього бою в бронзі (26 липня 1943)